# Mario Monti
Mario Monti (Varese, Lombardía, 19 de marzo de 1943) es un economista y político italiano, que ejerció como primer ministro y ministro de Economía de su país.
Por su reconocida trayectoria económica en el seno de las instituciones de la Unión Europea y su no afiliación partidista, se le encargó la formación de un «Gobierno técnico» encargado de implementar en Italia las reformas y las medidas de austeridad exigidas por la UE.
Mario Monti fue también director europeo de la Comisión Trilateral, un lobby de orientación neoliberal fundado en 1973 por David Rockefeller. También fue miembro de la directiva del Grupo Bilderberg. Fue presidente de Bruegel y asesor de The Coca-Cola Company y de Goldman Sachs.

## Biografía

### Carrera profesional
Nació en Varese, el 19 de marzo de 1943, hijo de padre argentino. Estudió en la Universidad Bocconi y en la Universidad de Yale, en esta última tuvo como profesor a James Tobin, premio en Ciencias Económicas en memoria de Alfred Nobel. En el campo de la política es considerado un técnico ocupando puesto de alto funcionario con distintos gobiernos. De 1970 a 1985 fue profesor de economía en la Universidad de Turín, pasando luego a la Universidad de Bocconi, de la que fue rector, de 1989 a 1994, y desde entonces presidente. En 1994 entró a formar parte de la Comisión Europea presidida por Jacques Santer, sustituyendo a la anterior comisaria italiana, Emma Bonino. Fue propuesto por el gobierno de Silvio Berlusconi. Hasta 1999 ocupó el cargo de Comisario de Mercado interior. Ese año, el gobierno de Massimo D'Alema lo confirmó como comisario italiano en la nueva comisión presidida por su compatriota Romano Prodi. En esa ocasión pasó a ocuparse de la comisaría de Competencia. En ese cargo emprendió acciones contra el monopolio de Microsoft y bloqueó la fusión entre General Electric y Honeywell en 2001, hasta entonces la mayor operación industrial de la historia.
El segundo gobierno Berlusconi no lo confirmó en 2004 y fue sustituido como comisario europeo por Rocco Buttiglione. Sin embargo, Buttiglione no conseguiría el respaldo del Parlamento Europeo por lo que finalmente accedió al puesto Franco Frattini.
Mario Monti fue también director europeo de la Comisión Trilateral, un lobby de orientación neoliberal fundado en 1973 por David Rockefeller. También fue miembro de la directiva del Grupo Bilderberg. Fue presidente de Bruegel y también asesor de The Coca-Cola Company y de Goldman Sachs.

### Primer ministro
El Presidente de la República, Giorgio Napolitano, encomendó a Mario Monti la formación de un gobierno el 13 de noviembre de 2011, tras la dimisión de Silvio Berlusconi. Tres días después, con el país inmerso en una grave crisis de deuda, Monti tomó posesión como nuevo Primer ministro, además de hacerse cargo de la cartera de Economía.
Recibió una cobertura mediática muy favorable. La prensa lo calificó de «Supermario» y «salvador de la Patria». Incluso la revista Time le dedicó la portada como «el hombre que podía salvar Europa en tiempos desesperados».
Mario Monti lanzó una reforma de las pensiones, retrasando la edad legal de jubilación a los 67 años y la duración de las cotizaciones a 42 años. También llevó a cabo una reforma para liberalizar más el mercado laboral.
Firmante del Pacto Fiscal Europeo deseado por Berlín, hizo inscribir en la Constitución italiana la prohibición del déficit.
El gobierno tuvo que enfrentarse en 2012 a una importante huelga encabezada por los tres mayores sindicatos del país, la CGIL, la CISL y la UIL, que se manifestaban contra la austeridad impuesta por el gobierno de Monti.
Tras el anuncio de Berlusconi de que volvería a ser candidato a las elecciones, Monti anunció el 8 de diciembre de 2012 que dimitiría una vez se apruebe la reforma presupuestaria. Monti renuncia oficialmente el 21 de diciembre porque el partido de Silvio Berlusconi, Pueblo de la Libertad no le dio apoyo parlamentario. También por ya haber aprobado el presupuesto 2013, que era el objetivo de su gobierno.
Personaje hoy impopular por sus medidas de rigor y austeridad, Mario Monti se ha visto obligado a salir de la escena política, aunque no ha abandonado su escaño como senador vitalicio. En les elecciones europeas de 2014, su partido «Elección Cívica» ha obtenido el 0,7%.

## Cargos desempeñados
- Comisario europeo de Mercado Interior (1995-1999).
- Comisario europeo de Competencia (1999-2004).
- Senador vitalicio de Italia (Desde 2011).
- Presidente del Consejo de Ministros de Italia (2011-2013).
- Ministro de Economía y Finanzas de Italia (2011-2012).
- Líder de Elección Cívica (Desde 2012).
- Ministro de Asuntos Exteriores de Italia (2013).